# 中田切川

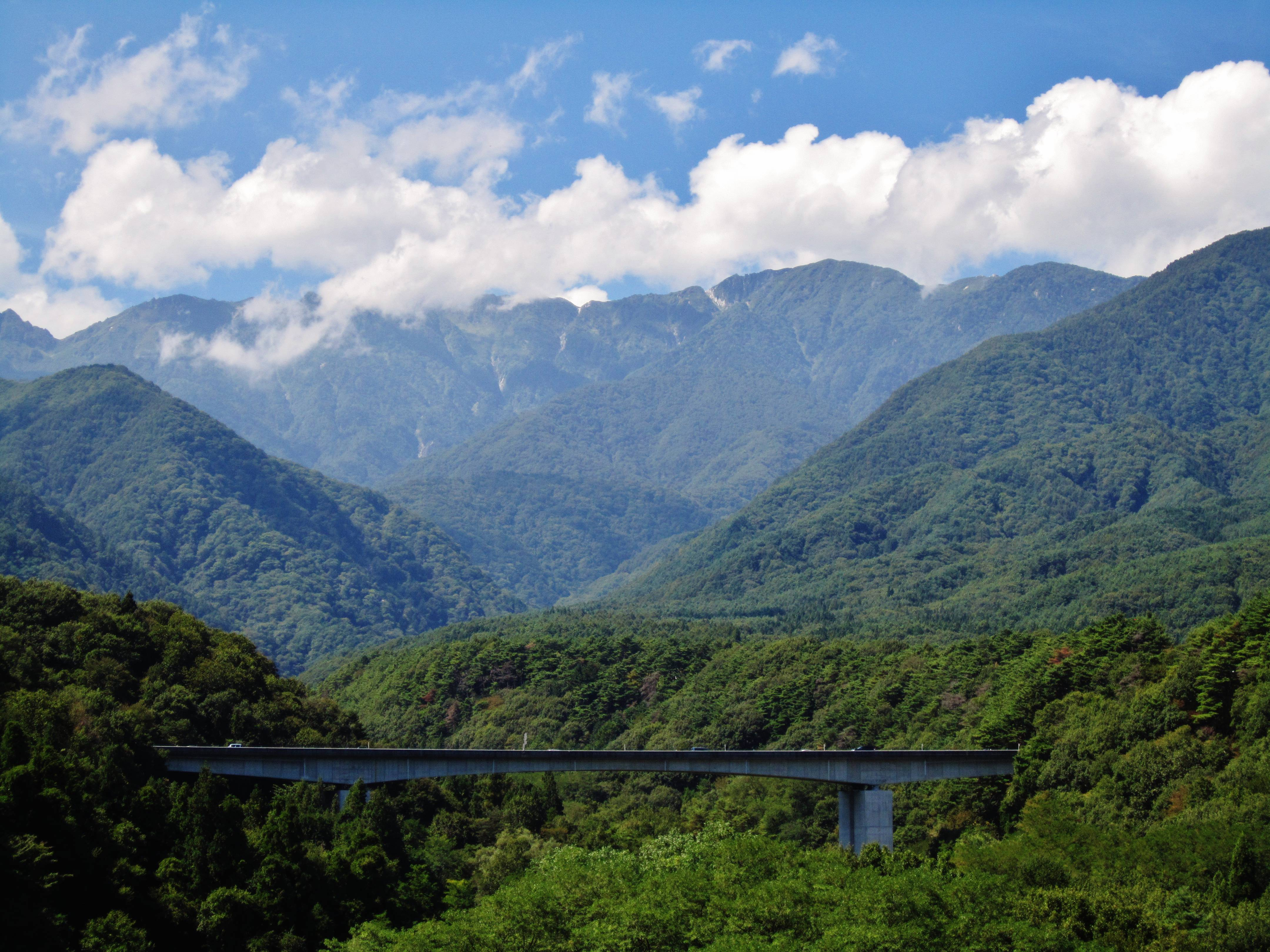
中田切川に架かる中央自動車道の橋と木曽山脈（中田切ふれあい橋より上流を望む）

中田切川（なかたぎりがわ）は、長野県駒ヶ根市・上伊那郡飯島町を流れる川で、天竜川水系の一級河川。

## 地理
木曽山脈（中央アルプス）に源を発し、駒ヶ根市と飯島町との境を流れ、天竜川に合流する。

## 橋梁
下流より記載。
- 中央アルプス大橋（国道153号 伊南バイパス）
- 中田切橋（国道153号）
- （JR飯田線）
- 中田切ふれあい橋（伊那中部広域農道）
- 中田切川橋（中央自動車道）